# Тополян
 Тази статия е за селото в Гърция.  За селото в Албания вижте Топоян.  
Тополя̀н или Тополѐн (на гръцки: Χρυσό, Хрисо, катаревуса: Χρυσόν, Хрисон или Χρυσός, Хрисос, до 1927 Τοπολιάνη, Тополяни) е село в Гърция, център на дем Довища, област Централна Македония.

## География
Селото е разположено на около 10 километра източно от град Сяр (Серес) в Сярското поле, в южното подножие на планината Сминица (Меникио).

## История

### Етимология
Според Йордан Н. Иванов името е жителско име от началното *Тополяне от местното име Топола, *Тополи (дол), прилагателно от топола с -jь. Сравними са много подобни имена в българската и славянската топонимия.

### В Османската империя
През XIX век Тополян е голямо гръцко дарнашко село, числящо се към Сярската кааза на Отоманската империя. Църквата „Свети Атанасий“ е от XIX век. Александър Синве („Les Grecs de l’Empire Ottoman. Etude Statistique et Ethnographique“), който се основава на гръцки данни, в 1878 година пише, че в Пополяни (Popoliani) живеят 960 гърци. В „Етнография на вилаетите Адрианопол, Монастир и Салоника“, издадена в Константинопол в 1878 година и отразяваща статистиката на населението от 1873 година, Тополене (Topolène) е посочено като село със 192 домакинства, като жителите му са 500 цигани и черкези.
Според статистиката на Васил Кънчов („Македония. Етнография и статистика“) от 1900 година Тополян брои 1080 жители гърци. По данни на секретаря на Българската екзархия Димитър Мишев („La Macédoine et sa Population Chrétienne“) в 1905 година християнското население на Тополен (Topolen) се състои от 1075 жители гърци и в селото работи гръцко начално училище.

### В Гърция
През Балканската война селото е завзето от части на българската армия, но остава в Гърция след Междусъюзническата война. В селото са заселени гърци бежанци и според преброяването от 1928 година Тополяни е смесено местно-бежанско село с 16 бежански семейства и 60 души бежанци. В 1927 година селото е прекръстено на Хрисос.

## Личности
Родени в Тополян
- Георгиос Сгураманис (? – 1971), гръцки журналист
- Катерина Блиаму (р. 1982), гръцка спортистка

Починали в Тополян
- Атанас Лесев Тошев, български военен деец, поручик, загинал през Първата световна война[10]